# Pierre Pflimlin
Pierre Eugène Jean Pflimlin (ur. 5 lutego 1907 w Roubaix, zm. 27 czerwca 2000 w Strasburgu) – francuski polityk, prawnik i samorządowiec, deputowany krajowy i europejski, minister w różnych resortach, w 1958 premier Francji, od 1959 do 1983 mer Strasburga, w latach 1984–1987 przewodniczący Parlamentu Europejskiego II kadencji.

## Życiorys
Kształcił się w szkole średniej w Miluzie. Studiował w Institut catholique de Paris i na Uniwersytecie Strasburskim. Absolwent prawa, w 1931 podjął praktykę w zawodzie adwokata w Strasburgu. Należał do skrajnie prawicowej formacji Jeunesses patriotes, działał też w ruchu antymarksistowskim. W trakcie II wojny światowej zmobilizowany, służył jako tłumacz w stopniu porucznika. Po kampanii francuskiej z 1940 krótko przebywał w niewoli jako jeniec wojenny. Powrócił do aktywności zawodowej jako sędzia śledczy w Thonon-les-Bains, po wyzwoleniu jako rządowy komisarz nadzorował proces usuwania kolaborantów z sądownictwa w Mozeli.
W 1945 zasiadł w radzie miejskiej Strasburga. W tym samym roku, po spotkaniu Roberta Schumana, dołączył do chrześcijańsko-demokratycznego Ludowego Ruchu Republikańskiego. Przewodniczył temu ugrupowaniu w latach 1956–1959. W 1945 i 1946 wybierany do pierwszej i drugiej konstytuanty. Następnie w 1946, 1951 i 1956 uzyskiwał mandat posła do Zgromadzenia Narodowego I, II i III kadencji. W okresie IV Republiki obejmował szereg funkcji rządowych. Był podsekretarzem stanu do spraw zdrowia publicznego (od lutego do czerwca 1946) oraz do spraw gospodarki narodowej (od czerwca do grudnia 1946). Od listopada 1947 do grudnia 1949 oraz od lipca 1950 do sierpnia 1951 sprawował urząd ministra rolnictwa. Później od sierpnia 1951 do stycznia 1952 był ministrem handlu oraz międzynarodowych stosunków gospodarczych. Następnie do marca 1952 jako minister stanu odpowiadał za sprawy dotyczące Rady Europy, po czym do stycznia 1953 pełnił funkcję ministra do spraw terytoriów zamorskich. Ponownie wszedł w skład francuskiego rządu w lutym 1955. Od tego czasu do lutego 1956 oraz od listopada 1957 do maja 1958 stał na czele resortu finansów i spraw gospodarczych.
Od 14 maja do 1 czerwca 1958 sprawował urząd premiera Francji. Zajmował to stanowisko w okresie wojny algierskiej. Odszedł z urzędu po kilkunastu dniach urzędowania, umożliwiając objęcie stanowiska premiera przez Charles’a de Gaulle’a. Pozostał członkiem nowego gabinetu jako minister stanu (od czerwca 1958 do stycznia 1959). Kontynuował działalność polityczną w V Republice. W 1958 i 1962 uzyskiwał mandat deputowanego I i II kadencji, rezygnując z ubiegania się o ponowny wybór do krajowego parlamentu w 1967. Od kwietnia do maja 1962 po raz ostatni pełnił funkcję ministra – jako minister stanu do spraw współpracy u Georges’a Pompidou.
Był także aktywnym samorządowcem, w latach 1951–1976 wchodził w skład rady departamentu Dolny Ren. Od 1959 do 1983 zajmował stanowisko mera Strasburga. Działał w centrowych ugrupowaniach zakładanych przez Jeana Lecanueta (Centre démocrate i Centrum Demokratów Społecznych), a także w federacyjnej Unii na rzecz Demokracji Francuskiej. Zwolennik i promotor integracji europejskiej. Od 1963 do 1966 był przewodniczącym Zgromadzenia Parlamentarnego Rady Europy. W latach 1979–1989 był posłem do pochodzącego z wyborów Parlamentu Europejskiego I oraz II kadencji. Pełnił funkcję jego wiceprzewodniczącego (1979–1984) oraz przewodniczącego (1984–1987). Z działalności politycznej zrezygnował w 1989. Opublikował wspomnienia zatytułowane Mémoires d’un Européen, de la IVème à la Vème République.